# La Fregeneda
La Fregeneda är en ort i Spanien.   Den ligger i provinsen Provincia de Salamanca och regionen Kastilien och Leon, i den västra delen av landet, 270 km väster om huvudstaden Madrid. La Fregeneda ligger 520 meter över havet och antalet invånare är 457.
Terrängen runt La Fregeneda är kuperad. Runt La Fregeneda är det glesbefolkat, med 9 invånare per kvadratkilometer. Närmaste större samhälle är Lumbrales, 13,8 km öster om La Fregeneda. 